# Дрсник
Дрсник (алб. Dresnik) је насељено место у општини Клина, на Косову и Метохији. Према попису становништва из 2011. у насељу је живело 1.770 становника.

## Географија
Село се налази 17 km источно од Пећи. Овде се налази Споменик природе „Извор минералне воде „Бања“ у селу Дрсник“.

## Историја
Дрсник је веома старо насеље. На брежуљку изнад села налазе се остаци старог града (Јеринина кула над Подграђем) на који се, по свој прилици, односи један запис Константина Порфирогенита у његовом познатом трактату „Спис о народима“. Врло је могуће да је Дрсник био столно место кнежева из владарског рода Властимировића. Дрсник се ту помиње под именом Достиник а под својим данашњим именом се први пут помиње у повељи Стефана Првовенчаног из 1199-1206. године, када је дарован Хиландару. Село се помиње још и у Дечанској повељи, потом у попису области Бранковића, који су Турци радили крајем 14. века.
По попису из 1455. године, у селу су се налазиле 104 куће, 10 удовица и 17 неожењених домаћина.
У селу постоји црква Свете Петке, која је раније вероватно била посвећена Светом Николи. Не зна се када је тачно саграђена, али је обновљена седамдесетих година 16. века.
У књизи „Европска Турска“ из 1840. спомиње се да Дрсник има 1100 становника.
У Дрснику, на месту које се зове Ћелије, постоји црквиште са остацима друге цркве.

### Новија историја
Владика рашко-призренски и каснији Патријарх српски Павле у свом извештају Светом Архијерејском Синоду СПЦ, поред осталога, наводи податак да је Србину, домаћину Радоју Шмигићу, у селу Дрснику код Клине (Метохија) у ноћи између 5. и 6. августа 1984. године запаљен кош са кукурузом. Изгорело је око 6000 килограма кукуруза у клипу и друге домаће ствари и алати. Штета је процењена на 1.000.000 нових динара.
Пре доласка администрације Уједињених нација на Косово и Метохију 1999. године, у селу је било више од 200 кућа. Већину становништва су чиниле шест великих породица: Шмигић, Рибаћ, Дабижљевић, Чекрлић, Караџић, Весић и Јолић. Сви су расељени. Први повратници (углавном старије особе) су се вратили у село јула 2005. године и обновљено је двадесетак кућа, али то није пријатељски прихваћено.

## Становништво
Према попису из 2011. године, Дрсник има следећи етнички састав становништва:
| Националност      | 2011.          |
| Албанци           | 1.751 (98,93%) |
| Срби              | 10 (0,56%)     |
| Египћани          | 4 (0,23%)      |
| други и непознато | 5 (0,28%)      |
| Укупно            | 1.770          |

| Демографија | Демографија | Демографија |
| Година      | Становника  | Становника  |
| ----------- | ----------- | ----------- |
| 1948.       | 866         |             |
| 1953.       | 972         |             |
| 1961.       | 1.152       |             |
| 1971.       | 1.193       |             |
| 1981.       | 986         |             |
| 1991.       | 926         |             |
| 2011.       | 1.770       |             |

## Старине и знаменитости села

### Црква свете Петке
У центру села се налази црква Свете Петке. Не зна се када је тачно саграђена, али је обновљена око 1570. године. Претходна црква је највероватније била посвећена Светом Николи.
Црква је 1999. године тешко оштећена динамитом, подметањем пожара и вандализмом.
Споља малтерисаних фасада, црква има камени сокл од грубо сложеног камена и двосливни кров покривен каменим плочама. Једнобродни храм неподељеног простора засведен је подужним полуобличастим сводом. Олтарска апсида, споља неправилног полукружног облика, унутра је сведена на дубоку полукружну нишу која је преузела функције часне трпезе. Ђаконикон и проскомидија, осим полукружних ниша на источном зиду, на подужним зидовима имају и нише правоугаоног пресека. Два уска прозора, један на јужном, а други на апсидалном зиду, осветљавају унутрашњост. Зидне слике сачуване су само на доњим површинама, обухватајући — уз стандардни програм олтара — зоне сокла, стојећих фигура, фриз светитељских попрсја у медаљонима и сцене из циклуса Великих празника у које су уметнуте изабране сцене циклуса Христових страдања. У стилском погледу фреске показују сигуран цртеж и колористичку разноврсност, па будући да су и технолошки на завидном нивоу дело су искусне зографске радионице.
У близини села, на месту које се зове Ћелије, постоји црквиште са остацима друге цркве.